# Perfect Harmony
Perfect Harmony – amerykański serial telewizyjny (komedia) wyprodukowany przez Hungry Mule Amusement Corp., Introvert Hangover Productions, Small Dog Picture Company, Universal Television, 20th Century Fox Television, którego twórcą jest Lesley Wake Webster. Serial jest emitowany od 26 września 2019 przez NBC.
Fabuła serialu opowiada o Arthurze Cochranie, wdowcu, byłym profesorze muzyki, który nie może się pozbierać po śmierci żony. Pewnego dnia przez przypadek trafia na próbę chóru w kościele w małym miasteczku. Zaczyna udzielać lekcji śpiewu dla chóru, co daje mu motywację do życia.

## Obsada

### Główna
- Bradley Whitford jako dr Arthur Cochran[2]
- Anna Camp jako Ginny[3]
- Will Greenberg jako Wayne[4]
- Tymberlee Hill jako Adams[5]
- Geno Segers jako Dwayne[6]
- Rizwan Manji jako Reverend Jax[6]
- Spencer Allport jako Cash

## Odcinki
| Sezon | Odcinki | Oryginalna emisja w NBC | Oryginalna emisja w NBC |
| Sezon | Odcinki | Premiera sezonu         | Finał sezonu            |
| ----- | ------- | ----------------------- | ----------------------- |
| 1     | 13      | 26 września 2019        | 23 stycznia 2020        |

### Sezon 1 (2019-2020)
| #  | Tytuł                  | Reżyseria           | Scenariusz                    | Premiera w NBC       |
| -- | ---------------------- | ------------------- | ----------------------------- | -------------------- |
| 1  | Pilot                  | Jason Winer Lesley  | Wake Webster                  | 26 września 2019     |
| 2  | Fork Fest              | Jeffrey Blitz       | Elizabeth Tippet              | 3 października 2019  |
| 3  | No Time for Losers     | Jason Winer Lesley  | Wake Webster                  | 10 października 2019 |
| 4  | Hunting Season         | Jason Winer         | Bob Daily                     | 17 października 2019 |
| 5  | It's Electric          | Jeffrey Blitz       | Joe Cristalli                 | 24 października 2019 |
| 6  | Halle-Boo-Yah          | Todd Biermann       | Brian Egeston                 | 31 października 2019 |
| 7  | Rivalry Week           | Katie Locke O'Brien | Patrick Kang, Michael Levin   | 7 listopada 2019     |
| 8  | Any Given Monday       | Natalia Anderson    | Greg Gallant                  | 14 listopada 2019    |
| 9  | Thanks-Taking          | Katie Locke O'Brien | Akilah Green                  | 21 listopada 2019    |
| 10 | Merry Jaxmas           | Bille Woodruff      | Venetia Ginakakis             | 12 grudnia 2019      |
| 11 | Know When to Walk Away | Tristram Shapeero   | Charlotte Austin Johnson      | 9 stycznia 2020      |
| 12 | Hymn-a-Thon            | Michael Spiller     | Grasie Mercedes               | 16 stycznia 2020     |
| 13 | Regionals              | Jason Winer         | Mishki Vaccaro, Eric Wojtanik | 23 stycznia 2020     |

## Produkcja
25 stycznia 2019 roku stacja NBC  zamówiła pilotowy odcinek od  Lesleya Wake Webstea, w którym główną rolę otrzymał Bradley Whitford
W kolejnym miesiącu obsada powiększyła się o Anna Camp i Willa Greenberga.
W marcu 2019 roku poinformowano, że Tymberlee Hill, Geno Segers i Rizwan Manji zagarają w serialu.
12 maja 2019 roku stacja NBC  zamówiła pierwszego sezonu dramatu, który zadebiutuje w sezonie telewizyjnym 2019/2020.